# ستيفين كلاين
ستيفين كلاين (بالإنجليزية: Steven Klein)‏ ولد في 30 أبريل 1965، برود آيلاند. هو مصور أميريكي مستقر في نيويورك.

## تاريخ
بعد أن درس في كلية رود أيلاند للتصميم، إنتقل إلى مجال التصوير الفوتوغرافي. صورّ كلاين حملات إعلانية رفيعة المستوى لمختلف عملائه بما فيهم كالفين كلاين، دولتشي أند غابانا، لوي فيتون، بالينسياغا، ألكسندر مككوين، ونايكي، كما ساهم بشكل منتظم في المجلات بما فيها مجلة فوغ، أي-دي، دبليو، وارينا. وقد عرضت أعماله في العديد من المعارض، كان أحدثها في معرض غاليري غاغوسيان، كاليفورنيا ومعرض برانكوليني غريمالدي بفلورنسا. وعرف كلاين بمنشوراته في مجلة دبليو مع مادونا، توم فورد، براد بيت، وأخرين كثر. غالبًا ما يعمل كلاين مدير الإضاءة ديفيد ديفلن. وقد قام بتصوير الحملة التروجية لبريتني سبيرز وغلاف ألبوم الإستوديو الثالث لها.

## فيديو

### أفلام
- مادونا — "سيكريتبروجيكتريفولوشين"
- مادونا — "سوبرستار(إخراج ڥاي ريتشي)"

### إعلانات تجارية
- ليدي غاغا — عطر فيم
- ليدي غاغا — أو دي غاغا
- كريستيان ديور: الحديثة السرية IV بظهور ريانا[6]

### أغان مصورة
- ليدي غاغا — آليخاندرو (2010)
- بروك كاندي — أوبيلينس (2014)

## روابط خارجية
- الموقع الرسمي
- مقال مجلة نيويورك